# Seznam čeških paleontologov
Seznam čeških paleontologov.

## A
- Karel Absolon
- Josef Augusta

## B
- (Joachim Barrande : Francoz)
- Zdeněk Burian (risar, ilustrator)

## Č
- Ladislav Čepek

## F
- Antonín Frič

## H
- Aleš Hrdlička (antropolog)

## L
- Gustav Karl Laube

## N
- (Lubor Niederle)

## P
- Jaroslav Perner
- Josef Ladislav Píč

## R
- Mořic Remec (Mavricij)

## S
- Ferdinand Stoliczka
- Jiří Svoboda (antropolog)

## Š
- Zdeněk Vlastimil Špinar

## W
- Jindřich Wankel